# De mantel der liefde
De mantel der liefde is een Nederlandse speelfilm uit 1978 van regisseur Adriaan Ditvoorst.

## Verhaal
Het verhaal begint met Jezus en Mozes, die vanuit de oudheid naar het heden worden gezonden om te kijken wat de mensheid van hun tien geboden heeft gemaakt. Vervolgens komen tien losse, opzichzelfstaande sketches waarin op uiterst zwartgallige wijze wordt duidelijk gemaakt dat de mens niets van tien geboden heeft terecht gebracht. Bij het gebod "Gij zult geen afgoden vereren" zie je bijvoorbeeld een echtpaar dat zo verslaafd is aan tv-kijken dat ze hun kijkbuis als een soort god zien. Ze krijgen echter ruzie over welk tv-programma opgezet moet worden, de man wordt hierop zo boos dat hij de tv het raam uitgooit. De man heeft de vrouw haar "God" ontnomen en ze vermoordt hem. Bij het gebod "Gij zult niet doden" zie je een bisschop die een linkse activist vermoordt, vanwege diens pleidooi voor abortus. Bij "Eert de dag des heren" zie je een priester die allerlei trucjes bedenkt om zijn geseculariseerde dorpelingen naar een kerk te lokken. Bij "Eert uw vader en uw moeder" maken kinderen bij het sterfbed van hun vader ruzie over wie de erfenis krijgt.
Tussen de sketches is er een verhaallijn die als een rode draad door het verhaal loopt: een man staat midden op een brug en probeert zijn fiets te repareren, nadat deze is vernield door twee agenten. Op het einde, als het hem na vergeefse pogingen nog steeds niet is gelukt, gooit hij zijn armen in de lucht en scheldt naar God.
Op het laatst zitten Adriaan Ditvoorst zelf (gespeeld door dezelfde acteur die eerder in de film Jezus speelde) en de producent (gespeeld door dezelfde acteur als Mozes) naar een film te kijken: het is de "Mantel der Liefde" zelf.
Als de film is afgelopen staat de producent op en zegt: "Adriaan, wat is dit voor een kutfilm, ik had een spektakelfilm vol Bijbelse passages van je verwacht, maar waarom kom je nu op de proppen met deze ranzigheid!".
Adriaan zegt "Ja, maar meneer, dit is kunst!" de producent antwoordt hierop: "Dat is het hem nou juist: kunst verkoopt niet, we moeten dom vermaak hebben! Dat is wat het publiek wil zien!".

## Rolverdeling
| Acteur                | Personage         |
| --------------------- | ----------------- |
| Willeke van Ammelrooy | Maria             |
| Tim Beekman           | Bakker            |
| Marjan Berk           | Annie             |
| Ronnie Bierman        | Gerda             |
| Anne Wil Blankers     | Anne              |
| Hans Boskamp          | Mozes / producent |
| Bertus Botterman      | Vader             |
| Adrian Brine          | Aborteur          |
| Hans Cornelissen      | Jongen            |
| Hans Croiset          | Minister          |
| Jules Croiset         | Pastoor           |
| Rijk de Gooyer        | Cor               |
| Wim van der Grijn     | Fietser           |
| Liëla Koguchi         | Mejuffrouw Split  |
| Mimi Kok              | Bakkersvrouw      |
| Joost Prinsen         | Jezus / regisseur |
| Marcel de Wijs        | Misdienaar        |
| Henk Molenberg        | Bisschop          |
| Julien Schoenaerts    | Kardinaal         |
| Sies Foletta          | Kroegbaas         |
| Truus Dekker          | Vrouw in de kroeg |

## Achtergrond
Na het floppen van Flanagan en een oneindige reeks mislukte projecten, was voor Ditvoorst de maat vol. Hij moest en zou zijn gal spuwen over Nederland (en zijn filmklimaat).
In slechts vijf dagen schreef Ditvoorst een scenario, dat vervolgens met 600.000 gulden aan drugsgeld verfilmd werd. Vier weken waren nodig om de film te schieten en nog geen maand later ging hij in première. De film trok slechts 3400 bezoekers.